# Kirjat Gat
Kirjat Gat (hebräisch קִרְיַת גַּת Qirjat Gat, deutsch ‚Stadt der Kelter‘, arabisch كريات جات) ist eine Stadt in Israel. Sie wurde 1954 gegründet und hatte 2018 54.973 Einwohner. Den Status als Stadt erhielt Kirjat Gat 1972.

## Geschichte
Kiryat Gat wurde 1954 als Übergangslager (מַעְבָּרָה Maʿabbarah) für Neueinwanderer gegründet. Der Name der Stadt beruht auf einer Verwechslung von Tel-Irani, einem Hügel nahe der heutigen Stadt, mit der Philisterstadt Gat. Das eigentliche Gat befindet sich zirka 10 Kilometer nördlich der heutigen Stadt.
In der Nähe von Kiryat Gat wurden 2013 die Überreste einer etwa 1500 Jahre alten byzantinischen Kirche entdeckt.
Vor dem Unabhängigkeitskrieg befanden sich an der Stelle der heutigen Stadt die Dörfer al-Faludscha (arabisch الفالوجة al-Fālūǧa) und ʿIraq al-Manshiyya. Die Bewohner der Dörfer mussten ihre Häuser während des Krieges um Israels Unabhängigkeit verlassen und durften danach nicht mehr zurückkehren.
Die Kreuzung, die Kiryat Gat an das Schnellstraßennetz anschließt, heißt Plugot, nach der hebräischen Namensform al-Fālūǧas, das sich einst an dieser Stelle befand.
Die Stadt selbst wurde von Marokkanern gegründet, die im Zuge der Vertreibung der Juden aus arabischen Ländern ins Land gekommen waren und sich in der Nähe des Übergangslagers niederließen. Schließlich wurde das Übergangslager abgerissen und erste Wohnviertel wurden auf dem Gebiet der Stadt errichtet. In diesen Vierteln lebten Neueinwanderer aus über 35 Nationen. Während seines gesamten Bestehens hat Kiryat Gat Neueinwanderer aus verschiedenen Nationen absorbiert. Die bedeutendste Einwanderungswelle kam in den 1990er-Jahren aus den GUS-Staaten.
1958 wurde Kiryat Gat als Lokalverband anerkannt. 1972 wurde ihm der Status einer Stadt verliehen. Heute gilt Kiryat Gat als eine Stadt mittlerer Größe und als entwickelter Industriestandort. Seit dem Jahr 1999 haben sich hier die Chip-Fabrik Fab 18 des Unternehmens Intel mit zirka 2200 Mitarbeitern und circa 1700 Mitarbeitern in Zulieferbetrieben, sowie Hewlett-Packard und Micron Technology angesiedelt.

## Bevölkerung

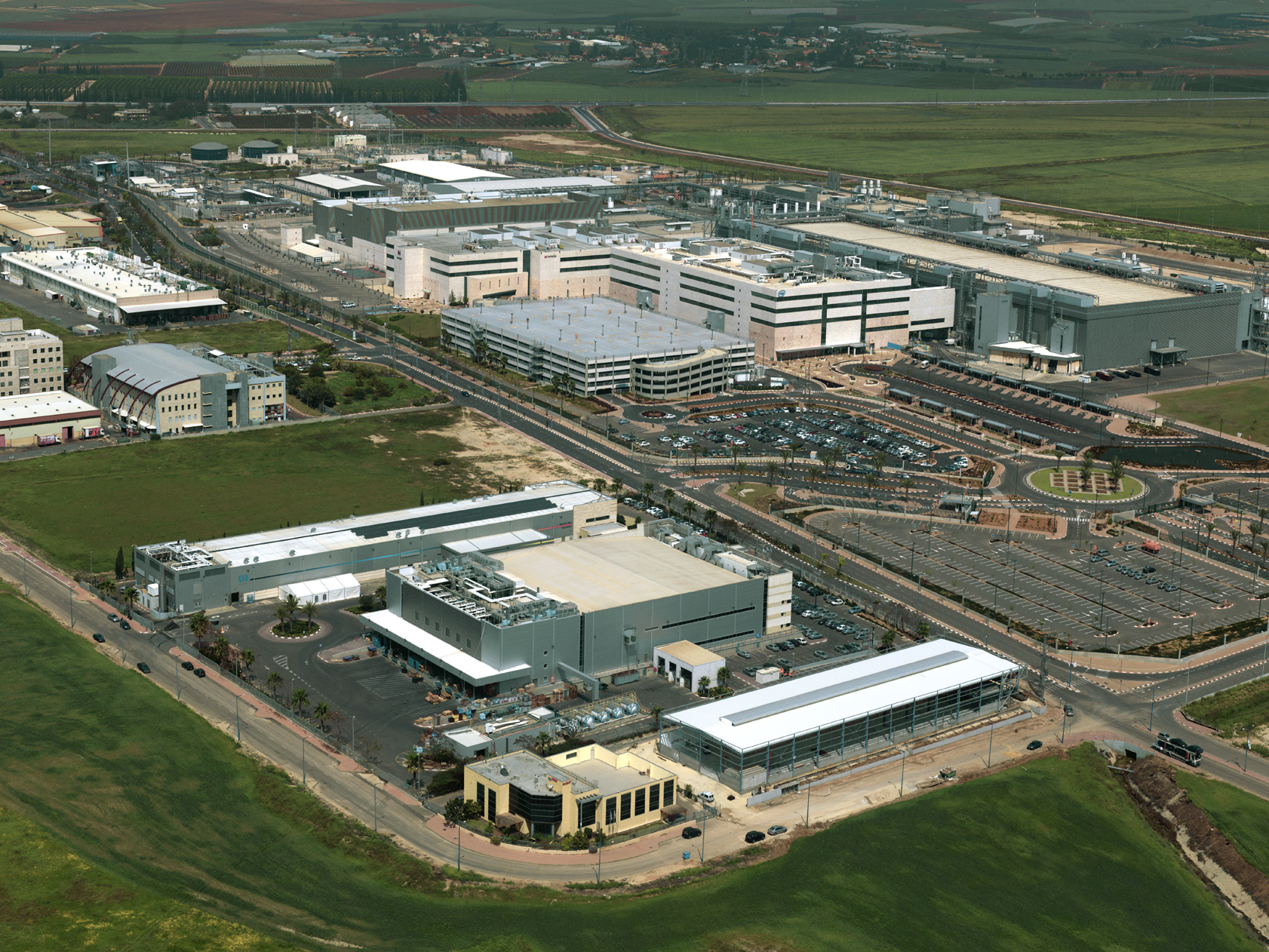
Produktionsstätten von Hewlett-Packard, Intel und Micron Technology in Kirjat Gat

Nach den Daten des Israelischen Zentralbüros für Statistik vom Juni 2009 hat Kiryat Gat 47.900 Einwohner und einen Zuwachs von 0 % seit dem letzten Jahr. Nach Daten vom Dezember 2007 belegt die Stadt einen Wert von 4 aus 10 auf einer generell gesellschaftlichen Skala. Die Quote von Schülern die den Schulabschluss schaffen lag 2006/2007 bei 63,6 %. Das Durchschnittseinkommen im Jahr 2006 lag bei 4,145 Shekel (landesweit: 7,446 Shekel).
Folgende Grafik zeigt das Bevölkerungswachstum:

## Bürgermeister
- Jitzchak Charpi
- Gideon Na’or
- Arjeh Me’ir
- 1976–1986: David Magen
- 1986–1996: Se’ev Boim
- 1996–2003: Albert Eres
- 2003–2024: Aviram Dahari
- seit 2024: Kfir Swisa[2]

## Städtepartnerschaften
- Chicago, Vereinigte Staaten
- Kruševac, Serbien

## Söhne und Töchter (Auswahl)
- 1965: Miri Regev, israelische Politikerin
- 1966: Adi Nes, israelischer Fotograf
- 1980: Miki Zohar, israelischer Politiker
- 1983: Ninet Tayeb, israelische Sängerin